# Ментальність
Мента́льність, менталіте́т (від лат. mens (mentis) — спосіб мислення, склад душі) — сприйняття та тлумачення світу, що поширене в певній спільноті та виражається в її соціокультурних феноменах. Ментальність визначається архетипами та стереотипами культури цієї спільноти та формується на основі її досвіду.

## Етимологія
Слово «ментальність» походить від латинського «mens» чи «mentis», що означає будь-який духовний процес чи явище. Французькою і англійською похідне від нього «mental» означає те, що діється винятково в розумі, без зовнішніх проявів.

## Підходи до визначення
У франкомовній літературі ментальність визначається як сукупність інтелектуальних навичок, вірувань, характерних для думки колективу і властивих кожному з його членів; або як стан духу кого-небудь. Англійські словники дуже широко трактують ментальність: як здатність до мислення, інтелект; склад розуму; умонастрій.
Ймовірно, вперше поняття «менталітет» вжив американський есеїст, поет і філософ Ральф Емерсон у 1856 році. Широкого вжитку в культурі й науці поняття набуло з 20-х рр. XX ст., передусім у Франції. Зокрема, його використовував Марсель Пруст у третьому томі його епопеї «У пошуках втраченого часу» (1921).
У 1922 році вийшла праця Люсьєна Леві-Брюля «Примітивна ментальність», де він аналізував різницю способів мислення австралійських і африканських племен з європейськими народами. Анрі Лефевр у 30-х рр. виокремив поняття колективної та індивідуальної ментальності як визначених передусім біологічно передумов людського мислення. Систематичне дослідження ментальності розпочалося на початку 40-х р. XX ст., де ментальність розглядається як спосіб бачення історії, конкретно-історична форма «колективного неусвідомленого». Левафр пов'язував поняття ментальності з іншим своїм поняттям — «ментальне спорядження» чи «розумова озброєність» — притаманний кожній цивілізації власний психологічний апарат, що відповідає потребам певної епохи.
Часто, за зразком французького соціолога та філософа П'єра Бурдьє, чи німецького історика Мартіна Діґенса, ментальністю називають усталений спосіб мислення або ж «автоматизм думки». Такі характеристики близькі до понять «національної ментальності» чи «національної психології». Фундаментальною в такому сенсі стала праця Вільгельма Вундта «Психологія народів» (1900—1920), де доводилося, що нації відрізняються не лише за умовами проживання, а й за духовним складом, що виражається у їхній культурі. Карл Густав Юнг пояснював, що психіка етнічних груп формується як неусвідомлювані реакції на постійно відтворювані специфічні умови її існування.

## Ментальність українського народу
Витоки української ментальності іноді виводяться з певної «слов'янської ментальності» Русі, але такі міркування суперечливі через брак відомостей про умонастрої широких мас тодішнього населення.
Михайло Грушевський вважав, що українці мають західний тип ментальності, хоча він не відкидав і ролі східних впливів. Так, зі східних рис української ментальності виражені вірність традиціям, патерналізм, колективізм, переважання почуттів над інтелектом, ліризм. Характерною рисою менталітету українців є ідея рівності на неприпустимості насилля влади, що виражається у раптових спротивах насильству. Водночас у мирний час українці політично пасивні, схильні до примирення з негативними явищами та заниженої самооцінки.
Активність, яскраво виражені волелюбність, демократизм, несприйняття диктатури, пріоритет чоловіка почали фіксуватися та закріплюватися в української ментальності з появою феномена оригінального етносоціального утворення — козацтва. Іноді виділяється два підтипи ментальності українців: «селянська» та «козацька».
Володимир Шинкарук вважав, що українцям характерне обстоювання особистої свободи і яскраво виявлений індивідуалізм. Це спричинювало те, що українці не завжди адекватно відповідали на виклики історії, їх органічне прагнення до волі не було реалізоване в минулому.
Головними історичними чинниками, що зумовили менталітет українців, стали прийняття християнства на Русі (і в перспективі багатоконфесійність), тривала відсутність власної державності з козаччиною як захисницею національних інтересів, та перебування під тоталітарними режимами.